# Salto de esqui nos Jogos Olímpicos de Inverno de 2018
As competições de salto de esqui nos Jogos Olímpicos de Inverno de 2018 foram realizadas no Centro de Saltos de Esqui Alpensia, localizando em Daegwallyeong-myeon, PyeongChang, entre 8 e 19 de fevereiro.

## Programação
A seguir está a programação da competição para os quatro eventos da modalidade.
Horário local (UTC+9).
| Data            | Horário | Evento                                           |
| --------------- | ------- | ------------------------------------------------ |
| 8 de fevereiro  | 21:30   | Pista normal individual masculino – qualificação |
| 10 de fevereiro | 21:35   | Pista normal individual masculino – final        |
| 12 de fevereiro | 21:50   | Pista normal individual feminino – final         |
| 16 de fevereiro | 21:30   | Pista longa individual masculino – qualificação  |
| 17 de fevereiro | 21:30   | Pista longa individual masculino – final         |
| 19 de fevereiro | 21:30   | Pista longa por equipes masculino – final        |

## Medalhistas
Masculino
| Evento                           | Ouro                                                                                  | Prata                                                                    | Bronze                                                       |
| -------------------------------- | ------------------------------------------------------------------------------------- | ------------------------------------------------------------------------ | ------------------------------------------------------------ |
| Pista normal individual detalhes | Andreas Wellinger GER Alemanha                                                        | Johann André Forfang NOR Noruega                                         | Robert Johansson NOR Noruega                                 |
| Pista longa individual detalhes  | Kamil Stoch POL Polônia                                                               | Andreas Wellinger GER Alemanha                                           | Robert Johansson NOR Noruega                                 |
| Pista longa por equipes detalhes | Daniel-André Tande Andreas Stjernen Johann André Forfang Robert Johansson NOR Noruega | Karl Geiger Stephan Leyhe Richard Freitag Andreas Wellinger GER Alemanha | Maciej Kot Stefan Hula Dawid Kubacki Kamil Stoch POL Polônia |

Feminino
| Evento                           | Ouro                     | Prata                          | Bronze                   |
| -------------------------------- | ------------------------ | ------------------------------ | ------------------------ |
| Pista normal individual detalhes | Maren Lundby NOR Noruega | Katharina Althaus GER Alemanha | Sara Takanashi JPN Japão |

## Quadro de medalhas
| Ordem | País         | Medalha de ouro | Medalha de prata | Medalha de bronze |    | Ordem por total |
| ----- | ------------ | --------------- | ---------------- | ----------------- | -- | --------------- |
| 1     | NOR Noruega  | 2               | 1                | 2                 | 5  | 1               |
| 2     | GER Alemanha | 1               | 3                |                   | 4  | 2               |
| 3     | POL Polônia  | 1               |                  | 1                 | 2  | 3               |
| 4     | JPN Japão    |                 |                  | 1                 | 1  | 4               |
| TOTAL | TOTAL        | 4               | 4                | 4                 | 12 | —               |